# Duitse militaire begraafplaats Riesenbecker Berg
De Duitse militaire begraafplaats Riesenbecker Berg is een militaire begraafplaats in Noordrijn-Westfalen, Duitsland. Op de begraafplaats liggen omgekomen Duitse militairen uit de Tweede Wereldoorlog.

## Begraafplaats
Op de begraafplaats rusten 130 Duitse militairen. Allen kwamen om tijdens de strijd om de "Riesenbecker Berg" in het Brumleytal.